# Años 1240
Los años 1240 o década del 1240 empezó el 1 de enero de 1240 y terminó el 31 de diciembre de 1249.

## Acontecimientos
- Celestino IV sucede a Gregorio IX como papa en el año 1241.
- Inocencio IV sucede a Celestino IV como papa en el año 1243.
- Fernando III, «el Santo», reconquista la ciudad de Cabra (Córdoba).
- Caballeros de la Orden de Calatrava, junto con almogáraves, reconquistan definitivamente la ciudad de Villena (Alicante).
- Batalla de Sparrsätra
- Creación de la Orden de San Agustín